# Луси Мод Монтгомъри
Луси Мод Монтгомъри (на английски: Lucy Maud Montgomery) е канадска писателка на произведения в жанра детска литература.

## Биография и творчество
Луси Монтгомъри е родена на 30 ноември 1874 г. в Клифтън (днес: Ню Лондон), провинция Остров Принц Едуард, Канада. Тя е от видно индустриално семейство, сред най-богатите в страната, притежаващо и голяма част от железопътните линии на Канада. Майката на Луси умира, докато тя е още бебе и за нея се грижи втората ѝ майка Мери Анн Маккрай. Бащата на Луси умира, когато тя е едва 8-годишна. Отгледана е от своите баба и дядо по майчина линия. Семейството осигурява на Луси възможности за образование и развитие.
Израства сред красива природа и прости човешки взаимоотношения, които после майсторски описва в романите си. Като дете Луси Монтгомъри е не само ненаситен читател, но и сама пише разкази и стихове. Първото ѝ публикувано стихотворение излиза в местния вестник, когато е едва на 15 г. По-късно, вече завършила университет, тя работи като учителка и продължава да пише.
През 1911 г. Луси Монтгомъри се омъжва за презвитерианския свещеник Юин Макдоналд. Има 3 деца. Живее в Торонто.
Първата ѝ книга – Анн от „Зелените покриви“ се появява през 1908 г. и става най-популярното произведение на канадската литература. Следващата година е издадена „Анн от Авонлий“, а после и 3-та част на романа – „Анн от острова“. Луси Монтгомъри е най-известната писателка на канадската детска литература. Издава 25 книги до смъртта си.
Луси Монтгомъри умира на 24 април 1942 г. в Торонто, Онтарио.
Литературното наследство на Луси Монтгомъри включва над 5000 страници лични дневници за времето 1889 – 1942 г. Те са публикувани в 2 тома през 1985 и 1987 г.

## Произведения

### Самостоятелни романи
- Kilmeny of the Orchard (1910)
- The Blue Castle (1926)
- Magic for Marigold (1929)
- A Tangled Web (1931)
- Jane of Lantern Hill (1937)

### Серия „Анн от „Зелените покриви“ (Anne of Green Gables)
1. Anne of Green Gables (1908) 
Анн от фермата „Зелените покриви“, изд.: „Пеликан Прес“, София (1993), превод Сидер Флорин, коректори: Н. Лекарска, М. Коцева
Анн от фермата „Грийн Гейбълс“, изд.: „Пан“, София (1997), прев. Сидер Флорин
2. Anne of Avonlea (1909)
Анн от „Зелените покриви“, втора част, изд.: ИК „Нов Златорог“, София (1996), прев. Кирил Кадийски
Анн от „Авонлий“, изд.: Пан“, София (2012), прев. Стефка Хрусанова
3. Anne of the Island (1915)
Анн от острова, изд.: „Пан“, София (2012), прев. Стефка Хрусанова
4. Anne of Windy Poplars (1936)
Анн от къщата на върбите, изд.: „Пан“, София (2012), прев. Илиана Костова
5. Anne's House of Dreams (1917)
Анн от дома на мечтите, изд.: „Пан“, София (2001), прев.
6. Anne of Ingleside (1939) 
Анн от „Ингълсайд“, изд.: „Пан“, София (2002), прев. Анелия Янева
7. Rainbow Valley (1919)
8. Rilla of Ingleside (1921)
9. The Blythes Are Quoted (2009) – посмъртно

### Серия „Емили“ (Emily)
1. Emily of New Moon (1923)
2. Emily Climbs (1925)
3. Emily's Quest (1927)

### Серия „Пат от Силмър Буш“ (Pat of Silver Bush)
1. Pat of Silver Bush (1933)
2. Mistress Pat (1935)

### Серия „Момиче“ (Girl)
1. The Story Girl (1911)
2. The Golden Road (1913)